# Горња Млинога
Горња Млинога је насељено место у саставу града Петриње, у Банији, Република Хрватска.

## Историја
Горња Млинога се од распада Југославије до августа 1995. године налазила у Републици Српској Крајини.

## Становништво
На попису становништва 2011. године, Горња Млинога је имала 33 становника.

## Попис 1991.
На попису становништва 1991. године, насељено место Горња Млинога је имало 243 становника, следећег националног састава:
| Попис 1991.‍ | Попис 1991.‍ | Попис 1991.‍ | Попис 1991.‍ | Попис 1991.‍ |
| ----------- | ----------- | ----------- | ----------- | ----------- |
|             |             |             |             |             |
| Срби        | Срби        |             | 241         | 99,17%      |
| Југословени | Југословени |             | 1           | 0,41%       |
| Хрвати      | Хрвати      |             | 1           | 0,41%       |
| укупно: 243 |             |             |             |             |

## Презимена
- Адамовић — Православци
- Баљак — Православци
- Дробњак — Православци
- Ђузлемић — Православци
- Еић — Православци
- Перенчевић — Православци